# 228 Agathe
228 Agathe är en asteroid i huvudbältet som upptäcktes den 19 augusti 1882 av den österrikiske astronomen Johann Palisa. Den fick senare namnet Agathe efter dottern till den österrikiske astronomen Theodor von Oppolzer.
Agathes senaste periheliepassage skedde den 14 februari 2023. Dess rotationstid har beräknats till 6,48 timmar. Asteroiden har uppmätts till diametern 9,30 km.